# Earl av Leicester
Earl av Leicester är en engelsk adelstitel, som burits av bland andra Simon de Montfort, Robert Dudley samt medlemmar av släkterna Sidney och Townshend . Under medeltiden tillhörde titeln också huset Lancaster, innan detta besteg tronen 1399. Sedan 1837 går titeln i arv bland ättlingarna till Thomas Coke, 1:e earl av Leicester (1754-1842). Familjens residens är Holkham Hall i Norfolk.